# Аэропорт София (станция метро)
Аэропорт София (болг. Летище София) — конечная станция северного ответвления Первой линии (маршрут M4) Софийского метрополитена.

## История
Станция строилась в 2013—2015 годах, в продлении 1 линии к аэропорту Софии, длиной 5 км.
Открытие состоялось 2 апреля 2015 года. Станция стала конечной на 1-й линии.

## Описание
Станция находится на эстакаде на одном уровне с входом у второго терминала Софийского аэропорта.
Платформа островная, заканчивающаяся круглым вестибюлем, расположенном на одном уровне с платформой. В вестибюле стоит статуя Орфея. Вестибюль является единственным входом в станцию.